# 革叶蒲儿根
革叶蒲儿根（学名：Sinosenecio subcoriaceus）为菊科蒲儿根属下的一个种。

## 扩展阅读
- 維基物種上的相關：革叶蒲儿根